# Еверетт Де Гольєр
Еверетт Лі Де Гольєр (9 жовтня 1886 — 14 грудня 1956) — американський нафтовик, геофізик і філантроп. Мешкав у Далласі. Відомий як «засновник прикладної геофізики в нафтовій промисловості» та «батько американської геофізики». Колекціонер рідкісних книг. Наприкінці 1930-х років заклав першу консалтингову фірму з оцінки запасів і вартості нафтових родовищ, що було конче потрібне фінансовому світу. Його завданням було оцінити нафтовий потенціал Аравійського півострова та інших країн Перської затоки.

## З творчої біографії
Дегольєр народився 9 жовтня 1886 року в сім'ї Джона і Нарциси Кагі Хаддл Дегольєр [Грінсбург, Канзас]. Він був старшим з трьох дітей. Сім'я переїхала до міста Джоплін, штат Міссурі, де Еверетт відвідував школу, а батько працював у видобутку свинцю та цинку в цій місцевості. У 1901 році сім'я переїхала до міста Норман, Оклахома, де Еверетт відвідував підготовчу школу університету Оклахоми. Де Гольєр відвідував Університет Оклахоми, починаючи з осені 1905 року. У 1906—1909 роках працював у Геологічній службі США, починаючи з посади кухаря та закінчуючи польовим помічником. У 1909 році Де Гольєр почав працювати геологом для Mexican Eagle Petroleum Company (ісп. El Aguila Oil Company), залишаючись у компанії протягом десяти років, де був залучений до відкриттів компанії «Potrero del Llano» — поля № 4 в 1910 році і поля Las Naranjas після 1911 року. 1910 року Дегольєр одружився з Нелл Вірджинією Гудріч, асистенткою в Університеті Оклахоми. Дегольєр повернувся до університету Оклахоми, щоб закінчити свій бакалаврат з геології, отримавши його в 1911 році
Після виїзду з Мексики в 1914 році в результаті евакуації, викликаної американськими військовими діями проти мексиканського уряду, ДеГольєр здійснив свою першу подорож до Європи. З початком Першої світової війни в серпні 1914 року він був змушений покинути Європу. У 1915 році він розвідував нафтові провінції на Кубі, включаючи Гавану та Піно-дель-Ріо, і дійшов висновку, що хоча на Кубі можна знайти нафту, ймовірність знайти великі нафтові родовища на острові не є високою. Він переїхав до Монклера, штат Нью-Джерсі, щоб працювати в Нью-Йорку в 1916 році в якості незалежного консультанта, але в основному все ще працював менеджером Mexican Eagle Oil. 
Еверетт Де Гольєр як консультант-геофізик корпорації Rycade, він зробив перше дослідження торсіонного балансу в Сполучених Штатах на високопродуктивному нафтовому родовищі Спіндлтоп (Spindletop) поблизу Бомонта в Південному Техасі. Нафтове родовище, знайдене ДеГольєром в південному Техасі, вважається першим, що було відкрито за допомогою геофізики. У 1927-32 роках під керівництвом ДеГольєра від імені Rycade компанія знайшла одинадцять нових соляних куполів за допомогою сейсмографічних досліджень.  У 1930 році, працюючи на Amerada і беручи участь у формуванні Geophysical Service Inc., Де Гольєр використовував новий метод сейсмології відбиття, зокрема, досліджував свердловини на плато Семінол в Оклахомі. У техніці відбиття використовувався контрольований вибух динаміту, щоб націлити звукові хвилі на підземні геологічні структури, використовуючи датчики на поверхні, щоб реєструвати швидкість повернення як відбитих хвиль, так і тих, які пройшли крізь скельні структури. Цей метод картографував геологічні структури, часто зосереджуючи увагу на підземному куполі, точніше, ніж метод торсійного балансу, або метод сейсмічної рефракції. Згодом, майже половина всіх нафтоносних свердловин буде знайдено за допомогою відбивної сейсмології. ДеГольєр залишив корпорацію геофізичних досліджень (GRC), яка зосередилася на методах сейсмології відображення, створених Дж. Кларенсом Карчером і Юджином Макдермоттом у 1932 році, щоб переїхати до Далласа. Він переїхав у свою нову компанію Geophysical Service Inc., засновану в 1930 році, зі штаб-квартирою в Далласі, і щоб бути ближче до нафтових родовищ Техасу, Оклахоми та Луїзіани. 
Еверетт Де Гольєр відомий і як організатор нафтовидобувної галузі, засновник ряду фірм. Так, у 1919 році, працюючи консультантом британського підприємця лорда Каудрея, раніше відомого як сер Ветман Пірсон, виконавчого директора та співвласника Mexican Eagle Oil, ДеГольєр домовлявся про продаж компанії El Aguila (Mexican Eagle Oil Company) компанії Royal Dutch Shell. У травні 1925 року ДеГольєр допоміг організувати компанію з розвідки нафти Geophysical Research Corporation. (GRC) як дочірня компанія нафтових компаній Rycade і Amerada. У 1920 році ДеГольєр організував створення Amerada Petroleum Corporation (1920) для лорда Каудрея, став генеральним менеджером, президентом і головою цієї корпорації з 1929 по 1932 рік. DeGolyer надав фінансову підтримку для створення в 1930 році наступника GRC, Geophysical Service Incorporated (GSI), яка зосередилася на використанні прогресивного методу  бвідбивної сейсмології. ДеГольєр придбав 50% акцій GSI. ДеГольєр сподівався, що ця компанія зможе мати ширший американський внутрішній і, можливо, міжнародний масштаб.
Державна служба. Під час Другої світової війни ДеГольєр обіймав відповідальну посаду директора в Управлінні координатора національної оборони США з 1941 по 1942 рік. У 1942–43 роках він був помічником заступника Нафтового управління. У 1946 році ДеГольєр працював у структурі Управління стратегічних служб, попередника Центрального розвідувального управління. У 1948 році за президента Трумена він став членом Консультативного комітету з сировини Комісії США з атомної енергії.
У 1943–1944 роках ДеГольєр відповідав за місію Корпорації Petroleum Reserves Corp. на Близькому Сході. У лютому 1944 року, він написав: «Центр ваги світового видобутку нафти переміщається з району Карибської затоки на Близький Схід — до району Перської затоки — і, ймовірно, продовжуватиме переміщення, доки він міцно не закріпиться в цій області».
Геолог розкрив не лише мінімальний потенціал, а й найбільш імовірний — 300 млрд барелів у регіоні та 100 млрд у Саудівській Аравії. Час підтвердив правильність цього висновку, а виявлені з часом запаси нафти країн Перської затоки навіть перевершили сміливі прогнози Де Гольєра.
У діяльності, не пов’язаної з нафтою, ДеГольєр займався видавничою діяльністю. Регент Смітсонівського інституту, він також був видатним професором геології Техаського університету в Остіні в 1940 році і мав сім почесних докторських ступенів.
ДеГольєр входив до багатьох рад директорів, включаючи Texas Eastern Gas Transmission Corporation, Dresser Industries та Southern Pacific Railroad.

## Приватне життя і благодійна діяльність
Бібліотека ДеГольєра в Південному методистському університеті була заснована в 1957 році завдяки подарункам ДеГольєра та його дружини Нелл, а також коштам згідно заповіту. ДеГольєр був членом правління Далласського музею мистецтв, Далласського дендрарію та Публічної бібліотеки Далласа. ДеГольєри жили в Ранчо Енсіналь, будинку іспанського колоніального відродження в Далласі, елегантно обставленому з великою бібліотекою та музейними меблями та пам'ятками мистецтва. Садиба 1940 року, розташована на березі озера Вайт-Рок, через озеро від маєтку Маунт-Вернон у Х.Л.Ханта, пізніше стане постійним місцем розташування Дендрарію та ботанічного саду Далласа. Маєток ДеГольєр внесено до Національного реєстру історичних місць.
У Еверетт і Нелл ДеГольєр було четверо дітей: Нелл Вірджинія, народжена в Нормані, штат Оклахома, Дороті Маргарет, Сесілія Джин і Еверетт Лі-молодший, всі народилися в Монклері, штат Нью-Джерсі. Сесілія вийшла заміж за Джорджа К. МакГі, протеже Еверетта, який служив заступником державного секретаря США та послом США в Західній Німеччині та Туреччині. ДеГольєр був плідним колекціонером рідкісних книг, подарувавши свою колекцію з історії науки Університету Оклахоми, а свою колекцію рідкісних книг сучасних американських та англійських письменників — Техаському університету в Остіні. Літературні колекції, які він подарував, включали ранні видання книг англійських авторів Чарльза Діккенса, Редьярда Кіплінга, Роберта Луїса Стівенсона, Джорджа Бернарда Шоу, Льюїса Керролла та американських письменників Волта Вітмена, Генрі Девіда Торо, Германа Мелвіла, Ернеста Хемінгуея, Шервуда Андерсона, Бута. Таркінгтон і Крістофер Морлі.
У подальшому житті він допоміг створити курс історії науки в Університеті Оклахоми. Найбільш помітні наукові книги в його колекції включали роботу Коперника, «Дослідження Всесвіту» Хбрана Мавра, надруковану в 1467 році, видання «Елементів» Евкліда, опубліковане в 1482 році, роботу німецького фізика та астронома Йоганнеса Кеплера, п’ять перших видань праць Галілея, і копії фундаментальної роботи Ньютона Principia Mathematica, три томи з першим виданням приблизно 1687 року. Бібліотека ДеГольєра в Південному методистському університеті містить підручники з права, що стосуються нафти і газу, і колекцію ДеГольєра з історії Мексики та американського заходу. ДеГольєр брав участь у заснуванні школи Св. Марка в Техасі на початку 1950-х років, був у правлінні та обіймав посаду президента Публічної бібліотеки Далласа.
У вересні 1949 року у ДеГольєра діагностували відшарування сітківки правого ока, хоча він мав певні труднощі із зором на обидва ока, і він помічав цю проблему щонайменше протягом року. Операція по повторному прикріпленню сітківки була невдалою, хоча його проблеми з сітківкою могли бути наслідком анемічної ретинопатії, що нерідко зустрічається у нелікованих хворих на апластичну анемію з стабільно низьким рівнем гемоглобіну. Після того, як йому призначили хлороміцетин, антибіотик, призначений для запобігання очним інфекціям, але який став основною причиною його апластичної анемії, приблизно в 1952 році йому було офіційно діагностовано цю хворобу. Після майже семи років страждань через погіршення зору, проблеми з пам’яттю та хворобливу хворобу крові, Еверетт ДеГольєр покінчив життя самогубством у своєму офісі в Далласі 14 грудня 1956 року.

## Відзнаки
У 1941 році він отримав медаль Лукаса Американського інституту гірничих інженерів (AIME), а в 1942 році Медаль Джона Фріца чотирьох інженерних товариств-засновників. Після того, як він виступив як засновник, він пізніше отримав Меморіальну премію Сідні Пауерса від Американської асоціації геологів нафти у 1950 році.
У 1951 році обраний до Національної академії наук і у подальшому працював у Єльському університеті.
Почесний доктор Національного автономного університету Мексики (1951).
Член Національної академії наук США.
У 1966 році він був першим лауреатом медалі Де Гольєра Товариства інженерів-нафтовиків (SPE), яка відзначає «видатні заслуги перед SPE, професією інженерії та геології та нафтової промисловості."